# Drusus aprutiensis
Drusus aprutiensis là một loài Trichoptera trong họ Limnephilidae. Chúng phân bố ở miền Cổ bắc.